# Castelo de Ardrossan

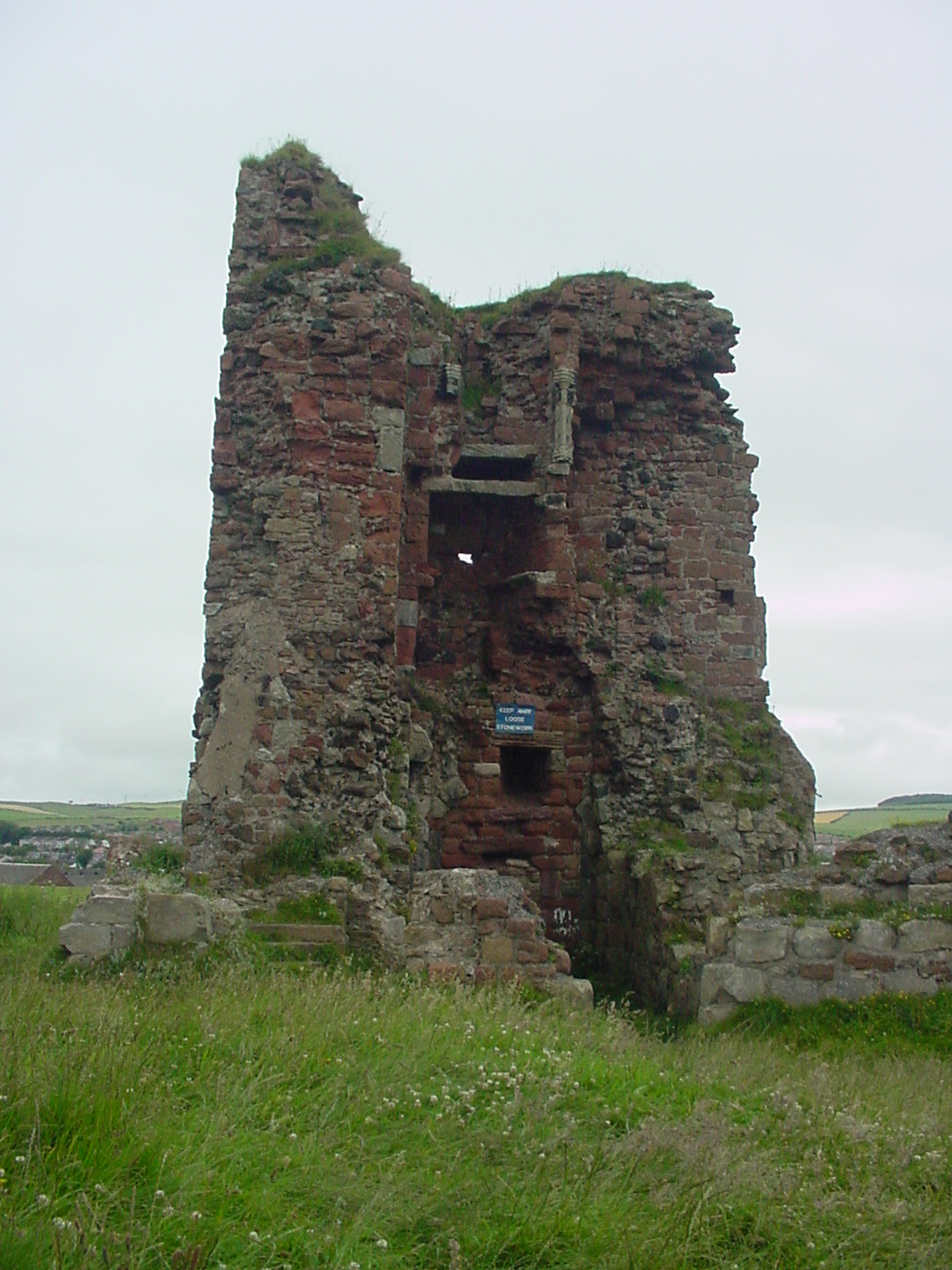
Castelo de Ardrossan, Escócia.

O Castelo de Ardrossan (em língua inglesa Ardrossan Castle) é um castelo localizado em Ardrossan, North Ayrshire, Escócia. Encontra-se protegido na categoria "B" do "listed building", desde 14 de abril de 1971. O castelo, defendido por um fosso, encontra-se num cume acima da vila. Possui uma torre de menagem, datada do século XV, e possui uma secção abobada com uma cozinha e caves. Numa passagem profunda existe um poço. Parte da torre de menagem até à mísula do parapeito ainda sobrevive, mas o resto está em ruínas. O castelo original pertencia ao Clã Barclay, e foi parcialmente destruído durante as Guerras de Independência Escocesas. Este acontecimento, no qual as tropas inglesas foram chacinadas, ficou conhecido como a "dispensa de Wallace" (Wallace's Larder), um nome que ainda é atribuído às catacumbas que ainda existem.

## História
O Castelo de Ardrossan fica numa colina rochosa que lhe dá o nome (ard significa altura e rossan é um promontório rochoso). As ruínas que ainda existem hoje em dia encontram-se no local onde existia um castelo mais antigo que pertencia à família Barclay. No século XIII, a propriedade já pertencia à família Ardrossan.
Há vários séculos que o castelo é a marca mais característica da vila de Ardrossan. Foi incluído, por exemplo, num livro de viagens de 1847 intitulado Sylvan's Pictorial Handbook to the Clyde and its Watering-Places da autoria de Thomas e Edward Gilks. O castelo é descrito como um marco da identidade da região e fonte de interesse para os apaixonados pelas antiguidades São também referidas as vistas deslumbrantes do mar que se conseguem avistar da torre. Os Gilks afirmam também que o nome original de Ardrossan era o "Castelo Crags", mas que o seu nome foi alterado quando a família Ardrossan se mudou para lá. Na altura em que o livro foi escrito, o castelo pertencia à família Eglintoun, apesar de já estar em ruínas e ficar ao lado de um antigo cemitério.

### História posterior
O castelo existiu até 1648, ano em que foi destruído pelas tropas de Oliver Cromwell, que retiraram a maior parte das suas pedras e as levaram para Ayr para construir um forte, chamado Cidadela de Ayr. As ruínas do castelo ainda sobrevivem até aos dias de hoje, mas estão em elevado estado de degradação.

## Lendas
Diz-se que este castelo é assombrado pelo fantasma de William Wallace que, supostamente caminha à volta das ruínas em noites de tempestade.
O castelo também está associado ao Demónio. Sir Fergus Barclay, também conhecido como o "Demónio de Ardrossan" era um cavaleiro, conhecido nas suas terras pelo seu talento. No entanto, havia uma lenda que dizia que o talento com que Barclay domava cavalos se devia a um pacto que tinha feito com o Demónio, em troca da sua alma. No entanto, Barclay terá conseguido enganar o Demónio, que lhe devolveu a sua alma. Enfurecido por ter sido enganado, diz-se que o Demónio deixou as pegadas dos seus cascos gravadas numa das rochas. O corpo de Sir Fergus Barclay encontra-se sepultado na capela do castelo, que fica a alguns metros do castelo, mais abaixo na colina.